# Cypripedium ×ventricosum
Espèce
Classification phylogénétique
Cypripedium × ventricosum est une espèce végétale de la famille des Orchidaceae (Orchidées).